# Europaparlamentsvalet i Malta 2009
Europaparlamentsvalet i Malta 2009 ägde rum lördagen den 6 juni 2009. Totalt var 322 411 personer röstberättigade i valet om de fem mandat som Malta hade tilldelats innan valet. Malta var inte uppdelat i några valkretsar, utan fungerade som en enda valkrets i valet. I valet tillämpade landet ett valsystem med enkel överförbar röst utan någon spärr för småpartier. Systemet med enkel överförbar röst innebar att varje väljare kunde rangordna kandidaterna i preferensordning. Röster som hade avlagts på en kandidat som inte valdes, överfördes till väljarnas andrahandsval. Om inte heller den kandidaten valdes, överfördes rösterna till tredjehandsvalet, och så vidare.
I likhet med tidigare val i Malta, dominerade Partit Laburista och Partit Nazzjonalista i valet. De två partierna fick tillsammans över 95 procent av rösterna, vilket var en signifikant ökning jämfört med valet 2004. Denna ökning berodde främst på Partit Laburistas framgångar, men det räckte inte till för att partiet skulle knipa ett mandat till. Partit Laburista vann därför tre mandat och Partit Nazzjonalista två mandat, vilket inte innebar några förändringar i mandatfördelningen jämfört med valet 2004. Partit Laburistas framgångar innebar dock att partiet fick över 50 procent av rösterna. Malta blev således, vid sidan av Ungern, den enda medlemsstaten där ett enskilt parti lyckades erhålla egen majoritet i valet 2009. Det gröna partiet Alternattiva Demokratika, som hade gjort ett oväntat bra val 2004, förlorade kraftigt i stöd och vann inget mandat i valet 2009 heller. Valet innebar således att Maltas utpräglade tvåpartisystem befästes ytterligare. Partit Nazzjonalistas Simon Busuttil var den enda kandidaten som lyckades bli vald i den första rösträkningen.
Parallellt med Europaparlamentsvalet, hölls även lokalval. Valdeltagandet var betydligt högre än snittet för hela unionen, men lägre än vad valdeltagandet var i Malta i valet 2004. Totalt röstade 78,79 procent av väljarna, långt över det genomsnittliga valdeltagandet i hela Europaparlamentsvalet.

## Valresultat
|                                                                                             |         |  |         |        |
|                                                                                             | Andel   |  | Antal   | Mandat |
| Partit Laburista                                                                            | 54,77 % |  | 135 917 | 3      |
| Partit Laburista                                                                            | +6,35 % |  | +16 934 | ±0     |
| Partit Nazzjonalista                                                                        | 40,49 % |  | 100 486 | 2      |
| Partit Nazzjonalista                                                                        | +0,73 % |  | +2 798  | ±0     |
| Övriga partier och kandidater                                                               | 4,74 %  |  | 11 766  | 0      |
| Övriga partier och kandidater                                                               | –7,08 % |  | –17 285 | ±0     |
| Ogiltiga och blanka röster                                                                  | 2,31 %  |  | 5 870   | 0      |
| Ogiltiga och blanka röster                                                                  | +0,33 % |  | +901    | ±0     |
| Valdeltagande                                                                               | 78,79 % |  | 254 039 | 5      |
| Valdeltagande                                                                               | –3,60 % |  | +3 348  | ±0     |
| Antal röstberättigade 322 411 02 EPP 03 S&D 00 ALDE 00 G/EFA 00 ECR 00 GUE/NGL 00 EFD 00 NI |         |  |         |        |